# Damaris Cudworth Masham
Damaris Cudworth Masham (ur. 18 stycznia 1659, zm. 20 kwietnia 1708) – angielska filozof, córka Ralpha Cudwortha, również filozofa. Była bliską przyjaciółką Johna Locke'a, który pod koniec swojego życia, tj. od 1691 do 1704 mieszkał razem z nią i jej mężem w ich domu Oates w Esseksie. Jest autorką dwóch prac: A Discourse Concerning the Love of God (1696) i Occasional Thoughts in reference to a Virtuous or Christian Life (1694). W tym drugim dziele nawoływała kobiety, by starały się rozumowo zbadać podstawy swej wiary religijnej. Poza tym korespondowała z Leibnizem i Lockiem na temat metafizyki. Protagonistka kształcenia kobiet.